# Coxalbläschen
Coxalbläschen oder auch Ventralbläschen sind bläschenförmige Bildungen an den Grundgliedern (Coxen) der Extremitäten von Zwergfüßern (Symphyla) oder auch an den Extremitätenresten (Coxiten) bei basalen Gruppen der Sechsfüßer wie den Doppelschwänzen (Diplura). Bei den Stummelfüßern (Onychopoda) existieren homologe Bläschen in Form der Crural- oder Schenkeldrüsen.

## Funktion
Sie sind unter Nutzung des Haemolymphdrucks ausstülpbar und können durch eine eigene Muskulatur wieder eingezogen werden. Der Zweck der Coxalbläschen ist nur teilweise geklärt. Sie besitzen an der Bläschenwand ein Transportepithel, daher wird angenommen, dass sie der Osmoregulation dienen, indem sie Ionen (Natrium- und Chloridionen) und Wasser aufnehmen. Bei Felsenspringern (Archaeognatha) und Springschwänzen (Collembola) besitzen sie zudem Klebdrüsen, mit denen sich die Tiere am Substrat festheften können.
Bei den Springschwänzen sind die Coxalbläschen homolog zum Ventraltubulus.

## Belege
- Coxalbläschen. In: Herder-Lexikon der Biologie. Spektrum Akademischer Verlag, Heidelberg 2003, ISBN 3-8274-0354-5.